# Log4j
Apache Log4j是一个基于Java的日志记录工具。它是由瑞士程式設計師Ceki Gülcü於2001年开发的，现在则是Apache软件基金会的一个项目。 Log4j是几种Java日志框架之一。
Gülcü此后开创了SLF4J和Logback 项目，想使其成为Log4j的继任者。
Log4j团队创建了Log4j的继任者，版本号为2.0的新版本。Log4j 2.0着重于Log4j 1.2、1.3、java.util.logging和logback中的问题，并解决这些框架中的架构问题。此外，Log4j 2.0提供了一个插件架构，这使得其更可扩展。Log4j 2.0不是与1.x向后兼容的版本，虽然有一个“适配器”可用。
2021年12月9日，Log4j 2.0的一个零日远程代码执行漏洞被报告，其被称为“Log4Shell”，公共漏洞和暴露編號為CVE-2021-44228。它被定性为“过去十年来最大、最关键的漏洞”。

## log4j 1的日志等级
下表中定义的log4j 1的日志级别和消息，以严重性递减排序。左栏列出了log4j的日志级别定义，右列提供了每个日志级别的简要说明。
| 级别  | 描述 |
| ----- | --- |
| OFF   | 最高级别，用于关闭日志记录。 |
| FATAL | 导致应用程序提前终止的严重错误。一般这些信息将立即呈现在状态控制台上。                                                           |
| ERROR | 其他运行时错误或意外情况。一般这些信息将立即呈现在状态控制台上。                                                                 |
| WARN  | 使用已过时的API，API的滥用，潜在错误，其他不良的或意外的运行时的状况（但不一定是错误的）。一般这些信息将立即呈现在状态控制台上。 |
| INFO  | 令人感兴趣的运行时事件（启动/关闭）。一般这些信息将立即呈现在状态控制台上，因而要保守使用，并保持到最低限度。                    |
| DEBUG | 流经系统的详细信息。一般这些信息只记录到日志文件中。                                                                             |
| TRACE | 最详细的信息。一般这些信息只记录到日志文件中。自版本1.2.12。                                                                     |

## 配置Log4j 1.2
有三种方法来配置log4j：通过.properties文件，通过XML文件，通过Java代码。通过上述任意方法，你可以定义log4j的三个主要组件：Logger、Appender和Layout。通过文件配置log4j，具有无需修改应用即可打开或关闭日志的好处。例如，应用程序可以在日志关闭的情况下运行，直到问题出现后，再日志功能可以简单地通过修改配置文件重新打开。
Logger（记录器）是日志的逻辑文件名。其使用已知的Java应用程序的名称。每个记录器当前以什么日志记录级别（FATAL、ERROR等）记录是独立配置的。在log4j的早期版本中，这些被称为类别（category）和优先级（priority），但现在他们分别被称为logger（记录器）和level（级别）。
实际的输出是通过Appender（输出源）。有许多可用的Appender，比如FileAppender、ConsoleAppender、SocketAppender、SyslogAppender、NTEventLogAppender，甚至SMTPAppender。多个Appender可以被关联到任何Logger上，所以可以到多个输出文件上记录相同的信息，例如同时到一个本地文件和通过套接字监听器到另一台计算机上。
Appender使用Layout（布局）格式化日志条目。常用的格式化为“一次一行”式日志文件的布局是PatternLayout，其使用一个模式字符串，就像C/C++函数printf那样。此外还有HTMLLayout和XMLLayout，使用HTML或XML格式的时候会更方便。
要调试一个表现异常的配置文件，使用Java VM参数-Dlog4j.debug通过标准输出输出Log4j自身的信息。要获知log4j.propeties的路径，检查getClass().getResource("/log4j.properties")或getClass().getResource("/log4j.xml")。
log4j还有一个隐含的“未配置”配置，即一个缺乏log4j的配置但使用了log4j的Java应用程序。这将把一个警告（该程序未配置log4j）打印到标准输出，并提供log4j网站的URL，在那里可以找到警告和配置的详细信息。除了打印此警告，未配置的log4j的应用程序不会打印INFO、DEBUG或TRACE级别的消息，而且还可能不输出更高级别的消息。

### log4j 1.2 配置示例
```
<?xml version="1.0" encoding="UTF-8"?>

<!DOCTYPE log4j:configuration PUBLIC "-//LOGGER" "http://logging.apache.org/log4j/1.2/apidocs/org/apache/log4j/xml/doc-files/log4j.dtd">

<log4j:configuration>

    
<!-- 

         appender指定输出目的地，如控制台或文件；

         appender的名称任意

    -->

    
<appender
 
name=
"stdout"
 
class=
"org.apache.log4j.ConsoleAppender"
>

        
<layout
 
class=
"org.apache.log4j.PatternLayout"
>

            
<param
 
name=
"ConversionPattern"

                
value=
"%d{ABSOLUTE} %5p %c{1}:%L - %m%n"
 
/>

        
</layout>

    
</appender>

 

    
<!-- 

         category（类别）为'org.springframework'的logger只记录level为“info”或更高级别的消息；

         即：如果您使用的类名获取logger（如Logger.getLogger(AClass.class)）

         而且AClass是org.springframework包的一部分，则它属于这一category

    -->

    
<logger
 
name=
"org.springframework"
>

        
<level
 
value=
"info"
/>

    
</logger>

    
<!-- 

         spring的所有日志消息都被设置为“info”等级，但对于类PropertyEditorRegistrySupport，

         我们想将其日志消息设置为“debug”等级

    -->

    
<logger
 
name=
"org.springframework.beans.PropertyEditorRegistrySupport"
>

        
<level
 
value=
"debug"
/>

    
</logger>

 

    
<logger
 
name=
"org.acegisecurity"
>

        
<level
 
value=
"info"
/>

    
</logger>

    

    

    
<root>

        
<!-- 

            所有日志消息的级别为“debug”或更高的将被记录，除非另有定义

            所有日志消息将都记录到appender “stdout”中，除非另有定义

        -->

        
<level
 
value=
"debug"
 
/>

        
<appender-ref
 
ref=
"stdout"
 
/>

    
</root>

</log4j:configuration>

```

## TTCC
TTCC是log4j使用的消息格式。TTCC是Time Thread Category Component（时间、线程、类别、组件）的缩写。例如，采用以下模式（pattern）：
```
 
%r [%t] %-5p %c %x - %m%n
```

模式转换表为：
| 模式参数 | 描述 |
| -------- | --- |
| %r       | 用于输出从layout（布局）的构建到日志事件创建所经过的毫秒数。                                                           |
| %t       | 用来输出生成该日志事件的线程的名称。                                                                                   |
| %p       | 用于输出日志事件的优先级。                                                                                             |
| %c       | 用于输出日志事件的category（类别）。                                                                                   |
| %x       | 用于输出与产生该日志事件的线程相关联的NDC（嵌套诊断上下文，nested diagnostic context）。                               |
| %X{key}  | 用于输出与产生指定的key的日志事件的线程相关联的MDC （页面存档备份，存于）（映射诊断上下文，mapped diagnostic context） |
| %m       | 用于输出与日志记录事件相关联的应用程序提供的消息。                                                                     |
| %n       | 用来输出该其所在的特定平台的换行字符。                                                                                 |

示例输出

467 [main] INFO  org.apache.log4j.examples.Sort - Exiting main method.

## 移植
- log4c——一个C语言下的移植。最新的版本为2013年发布的1.2.4版。该项目已不再活跃。[9]
- log4js——一个JavaScript下的移植。最新的版本为2008年发布的1.1版。[10]
- log4javascript （页面存档备份，存于）——JavaScript下的另一个移植。最新的版本为2014年5月发布的1.4.6版。[11]
- JSNLog （页面存档备份，存于）——JavaScript下的另一移植。在2014年7月，最新的版本为2.7.1，并且定期更新。[12]
- Apache Log4net——微软.NET Framework下的移植。最新的版本为2013年发布的1.2.13。[13]
- log4perl （页面存档备份，存于）——log4j日志软件包在一个Perl下的移植。最新的版本为2014年5月发布的1.44。[14]
- log4r——一个Ruby下的“移植”。[15]
- PL-SQL-Logging-Utility （页面存档备份，存于）——log4j在PL/SQL下的一种实现。
- Log4db2 （页面存档备份，存于）——一个为使用SQL命令和SQL PL代码的DB2 LUW的日志记录工具

## Apache Log4j 2
Apache Log4j 2是Log4j 1的继任者，2014年7月其GA版本（正式发布版）发布。该框架被从头重写，并从现有的日志解决方案中获得灵感（包括Log4j 1和JUL）。该版本与Log4j 1的主要差异是：
- 改进的配置语法
- 支持XML和JSON配置
- 改进的过滤器
- 属性（Property）支持
- 标记
- 提高速度
- 模块化：Log4j 2支持插件系统
- 提高了可靠性
- 配置自动重装

Log4j 2的最被认可的特点之一是“异步记录器”的性能。Log4j 2利用了LMAX Disruptor （页面存档备份，存于）。例如，在相同的环境下，Log4j 2可以写每秒超过18,000,000条信息，而其他框架（像Logback和Log4j 1）每秒只能写< 2,000,000条消息。
Log4j 2提供对SLF4J、Commons Logging、Apache Flume和Log4j 1的支持。

## 延展阅读
- Gülcü, Ceki,  2nd, QOS.ch: 204, February 2010, ISBN 978-2-9700369-0-6
- Gupta, Samudra,  2nd, Apress: 224, June 22, 2005, ISBN 978-1-59059-499-5